# تام کوپر

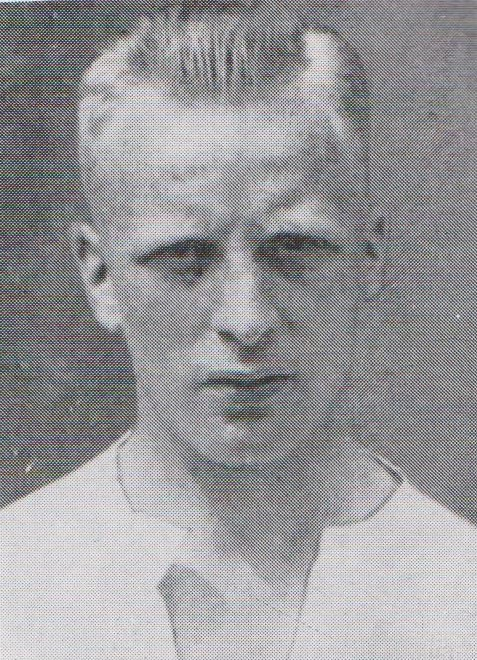
تام کوپر

تام کوپر (به انگلیسی: Tom Cooper) بازیکن فوتبال زادهٔ ۱ ژانویه ۱۹۰۴ اهل کشور انگلستان بود که سابقهٔ بازی در تیم ملی فوتبال انگلستان را در کارنامهٔ خود دارد. وی در تاریخ ۲۲ اکتبر ۱۹۲۷ نخستین بازی ملی خود را در مقابل تیم ملی فوتبال ایرلند شمالی انجام داد و با حضور در ۱۵ بازی ملی، در تاریخ ۲۹ سپتامبر ۱۹۳۴ واپسین بازی ملی‌اش را در برابر تیم ملی فوتبال ولز برگزار کرد.